# عمر الديني
عمر أحمد الديني (16 سبتمبر 1973 -)، ممثل ومخرج سعودي ونائب المدير العام لشركة الصدف للإنتاج، شارك في العديد من المسلسلات السعودية من أشهرها بيني وبينك، واشتهر أيضاً بشخصية مامادو.

## أعماله

### مسلسلات
| المسلسل           | العام |
| ----------------- | ----- |
| أهل البلد         | 2013  |
| كلام الناس        | 2012  |
| من الاخر          | 2012  |
| فينك              | 2011  |
| قوول في الثمنيات  | 2011  |
| بيني وبينك        | 2010  |
| سليم ودستة حريم   | 2010  |
| بيني وبينك 3      | 2009  |
| بيني بينك 2       | 2008  |
| جيران ولكن        | 2005  |
| الغروب الاخير     | 2005  |
| طاش ما طاش 13     | 2005  |
| خارطة أم ركان     | 2004  |
| أيام الشتات       | 2003  |
| خطوات على الجبال  | 2002  |
| طاش ما طاش 10     | 2002  |
| قلوب من ورق       | 2001  |
| خلف خلاف          | 2000  |
| الفارس المغوار    | 1999  |
| إلى من يهمه الأمر | 1997  |

### إخراج والإنتاج
- أسوار 1 منتج
- الملك فاروق منتج
- أسوار 2 منتج
- الخادمة منتج
- أحلام رابح منتج
- أيام السراب منتج
- الساكنات في قلوبنا منتج
- أسوار 3 منتج
- مسلسل كلام الناس. إخراج والإنتاج
- عندما يزهر الخريف إخراج وانتاج
- طريق المعلمات منتج فني
- بين ليلة وضحاها منتج فني
- ظل الحلم إخراج
- شير شات. إخراج
- عندما يكتمل القمر. إخراج
- سريع سريع إخراج
- سوق الدماء إنتاج فني